# Ministère des Institutions financières et Coopératives
Le ministère des Institutions financières et Coopératives est un ancien ministère du gouvernement du Québec qui a existé sous plusieurs noms entre le 28 mai 1968 et le 31 mars 1983:
- Le ministère est créé sous le nom de ministère des Institutions financières, Compagnies et Coopératives dans sa loi constitutive de 1967 ;
- Il devient le ministère des Consommateurs, Coopératives et Institutions financières en 1975 ;
- Puis finalement le ministère des Institutions financières et Coopératives en 1981.

Le ministère est de facto aboli le 9 septembre 1982 lorsque la fonction ministérielle est abandonnée, mais aboli de fait le 31 mars 1983.

## Historique
Au début des années 1960 le cadre législatif et réglementaire du secteur financier au Québec est limité, et accuse du retard sur les États-Unis qui disposent depuis plusieurs années d'un système de protection des dépôts. Le Comité d'étude sur les institutions financières, mis en place par Québec, remet ses conclusions à la fin 1965 et recommande simultanément la création d'un régime d'assurance-dépôts et d'un ministère chargé de surveiller les activités des institutions financières dans l'intérêt du public.

### MIFCC (1968-1975)
Le ministère des Institutions financières, Compagnies et Coopératives est créé à la suite de l'entrée en vigueur par proclamation de sa loi constitutive le 28 mai 1968. Le ministère est alors chargé de l'administration des lois sur la constitution, le fonctionnement et la dissolution des institutions financières, des compagnies et des coopératives ; des lois sur les valeurs mobilières ; du secteur des assurances et l'encadrement courtage immobilier,. Le ministère reprend ainsi des attributions aux ministères suivants:
- Le ministère des Finances ;
- Le ministère de l'Agriculture et de la Colonisation ;
- Le ministère des Travaux publics ;
- Le Secrétariat de la province.

Les missions du ministère sont élargies en 1969 lors que le secrétariat de la Province est aboli.
La responsabilité de la Loi sur la protection du consommateur votée en 1971 est confiée au ministère.

### MCCIF (1975-1981)
Le ministère est réformé en juin 1975 et renommé ministère des Consommateurs, Coopératives et Institutions financières. À cette occasion il reçoit le mandat d'administrer les services relatifs à la protection du consommateur. Un conseil consultatif, destiné à conseiller le ministre, est également instauré.

### MIFC (1981-1983)
Finalement, après les élections générales de 1981 le gouvernement René Lévesque comporte un ministre des Institutions financières et Coopératives (Jacques Parizeau) et un ministre délégué à l'Habitation et à la Protection du consommateur (Guy Tardif). Le ministère n'est alors plus chargé de la protection du consommateur. Le nom du ministère est officiellement changé en ministère des Institutions financières et Coopératives le 1er mai 1981 lorsque la Loi concernant certain ministères entre en vigueur, le ministère de l'Habitation et de la Protection du consommateur étant également créé à cette occasion.
Le ministère des Institutions financières et Coopératives est aboli le 31 mars 1983 et remplacé notamment par l'Inspecteur général des institutions financières, nouvellement créé. La responsabilité de la Commission des valeurs mobilières du Québec est transférée au ministère des Finances.

## Liste des ministres
| Titulaire Parti                                                      | Titulaire Parti                                                   | Début                                                             | Fin                                                               | Cabinet         |
| -------------------------------------------------------------------- | ----------------------------------------------------------------- | ----------------------------------------------------------------- | ----------------------------------------------------------------- | --------------- |
| Ministre des Institutions financières, Compagnies et Coopératives    | Ministre des Institutions financières, Compagnies et Coopératives | Ministre des Institutions financières, Compagnies et Coopératives | Ministre des Institutions financières, Compagnies et Coopératives | Johnson (père)  |
|                                                                      | Paul Dozois Union nationale                                       | 28 mai 1968                                                       | 26 septembre 1968                                                 | Johnson (père)  |
| 26 septembre 1968                                                    | Paul Dozois Union nationale                                       | 10 octobre 1968                                                   | Bertrand                                                          |                 |
|                                                                      | Yves Gabias Union nationale                                       | 10 octobre 1968                                                   | Bertrand                                                          | 24 avril 1969   |
|                                                                      | Mario Beaulieu Union nationale                                    | 24 avril 1969                                                     | Bertrand                                                          | 23 juillet 1969 |
|                                                                      | Armand Maltais Union nationale                                    | 23 juillet 1969                                                   | Bertrand                                                          | 12 mai 1970     |
|                                                                      | Jérôme Choquette Libéral                                          | 12 mai 1970                                                       | 1er octobre 1970                                                  | Bourassa (1)    |
|                                                                      | William Tetley Libéral                                            | 1er octobre 1970                                                  | 30 juillet 1975                                                   | Bourassa (1)    |
| Ministre des Consommateurs, Coopératives et Institutions financières |                                                                   |                                                                   |                                                                   | Bourassa (1)    |
|                                                                      | Lise Bacon Libéral                                                | 30 juillet 1975                                                   | 26 novembre 1976                                                  | Bourassa (1)    |
|                                                                      | Lise Payette Parti québécois                                      | 26 novembre 1976                                                  | 21 septembre 1979                                                 | Lévesque        |
|                                                                      | Guy Joron Parti québécois                                         | 21 septembre 1979                                                 | 6 novembre 1980                                                   | Lévesque        |
|                                                                      | Pierre Marc Johnson Parti québécois                               | 6 novembre 1980                                                   | 30 avril 1981                                                     | Lévesque        |
| Ministre des Institutions financières et Coopératives                |                                                                   |                                                                   |                                                                   | Lévesque        |
|                                                                      | Jacques Parizeau Parti québécois                                  | 30 avril 1981                                                     | 9 septembre 1982                                                  | Lévesque        |

## Organismes liés
Les organismes suivants ont été liés au ministère des Institutions financières et Coopératives:
- Commission des valeurs mobilières du Québec (CVMQ) du 28 mai 1968 au 31 mars 1983 ;
- Conseil de la protection du consommateur (CPC) de sa création en 1971 à 1978 ;
- Office de la protection du consommateur (OPC) de sa création en 1971 à 1981 ;
- Régie de l'assurance automobile du Québec (RAAQ) de sa création à 1980[13] ;
- Régie de l'assurance-dépôt du Québec (RADQ) ;
- Service des assurances ;
- Société de développement coopératif[14].